# HD 154143
HD 154143，又名BD+14 3179，SAO 102553、HR 6337，是一颗恒星，视星等为4.98，位于銀經33.95，銀緯30.26，其B1900.0坐标为赤經16h 58m 32.9s，赤緯+14° 30.26′ 9″。